# Attaque de Tombouctou (2018)
Pour les articles homonymes, voir Combat de Tombouctou.
Guerre du Mali
Batailles
L'attaque de Tombouctou du 14 avril 2018 a lieu pendant la guerre du Mali. Elle est menée par des djihadistes du Groupe de soutien à l'islam et aux musulmans contre le camp de la MINUSMA. L'attaque est repoussée par les casques bleus et les soldats français.

## Déroulement
L'attaque est menée par un petit groupe de djihadistes contre le camp de militaire de Tombouctou, situé près de l'aéroport de la ville. Surnommé le « Super Camp », celui-ci abrite le quartier-général de MINUSMA et un détachement de la force française Barkhane,.
À cette période, le camp de Tombouctou est défendu par un bataillon et trois compagnies d'infanterie burkinabées (bataillon Badenya 6), une compagnie du génie ghanéenne, une compagnie bangladaise de communication, une compagnie d'infanterie libérienne, une compagnie d'hélicoptères salvadorienne, une compagnie médicale et une compagnie de l'Unité de Police Formée (FPU) nigériane, une compagnie suédoise de reconnaissance et de renseignement, un peloton cambodgien de déminage, un peloton de la police militaire égyptienne et une compagnie ivoirienne des Unités de la Force de protection (FP),. Quatre soldats américains sont également présents.
L'attaque débute à 14H00, heure locale, par les tirs de dizaines d'obus de mortiers et de lance-roquettes,,,. Un peu avant 15H00, les djihadistes envoient ensuite trois véhicules piégés conduits par des kamikazes,. Deux d'entre eux sont repeints aux couleurs des forces armées maliennes et l'autre porte le sigle des Nations unies,. Un premier véhicule se fait exploser devant l'entrée principale du camp, ouvrant la voie à un second véhicule qui est cependant détruit par des soldats français des forces spéciales avant d'avoir pu atteindre sa cible. Des combattants tentent ensuite de s'infiltrer dans le camp : certains sont vêtus de casques bleus, de treillis ou de ceintures explosives,. D'autres sont vétus d'uniformes de l'armée malienne. Les habitants, paniqués, s'enferment quant à eux dans leurs maisons. Le troisième véhicule piégé se fait exploser vers 18H à l'entrée principale, probablement pour couvrir le retrait de l'infanterie djihadiste. Un quatrième véhicule, non explosé, sera découvert intact après la bataille. Les casques bleus burkinabè ripostent à l'attaque.
L'armée française fait alors décoller quatre chasseurs Mirage 2000 depuis Niamey, deux hélicoptères Tigre et trois hélicoptères Caïman,. Les Caïman et un avion de transport tactique CASA CN-235 déposent des commandos du GCP, qui contribuent à reprendre le contrôle complet du camp avec les casques bleus et qui sécurisent la piste de l'aéroport,,. De leur côté, les Burkinabè et les Suédois établissent un périmètre de sécurité autour de la base. Les avions ne mènent pas de frappes et se contentent d'assurer une couverture aérienne aux forces héliportées.
Les combats s'achèvent vers 18H30, après avoir duré plus de quatre heures. Les assaillants ont été tués ou repoussés, sans être parvenus à prendre le contrôle de l'enceinte du camp,,,.

## Pertes
Selon l'armée française, sept de ses soldats sont blessés et au moins 15 terroristes ont été tués,. Selon le colonel Patrick Steiger, le porte-parole de l'État-Major des armées, deux des assaillants tués portaient des ceintures explosives. Le nombre total des assaillants n'est pas déterminé. Le général de division Bruno Guibert, commandant en chef de la force Barkhane, indique également qu'une femme faisait partie des kamikazes au volant des véhicules-suicides. Ce qui sera démenti par le GSIM qui publiera les photos des assaillants. Les blessés français ont été pris en charge par les casques bleus suédois et les quatre blessés les plus touchés ont été évacués par avion vers Gao.
La MINUSMA annonce pour sa part le lendemain de l'attaque que les casques bleus déplorent un mort et sept blessés. Les principales pertes ont été subies par le contingent burkinabé : l'armée burkinabée fait état d'un mort et cinq blessés dans ses rangs,. 
La MINUSMA déclare également que deux civils maliens ont été blessés,. RFI indique de son côté que le directeur de l’hôpital de Tombouctou avait affirmé le soir de l'attaque avoir pris en charge six civils, dont un enfant de 10 ans.

## Revendication
L'attaque est revendiquée le 20 avril par le Groupe de soutien à l'islam et aux musulmans (GSIM) qui indique que l'assaut a été mené « par une poignée de candidats au martyre et un groupe d'infiltrés »,. Le groupe djihadiste affirme avoir mené l'attaque en représailles à des raids de la force Barkhane fin mars et début avril, au cours desquels plusieurs de ses chefs avaient été tués, notamment Abou Abdallah Ahmed al-Chinguiti ou Haidar al-Maghribi,.
Selon Andrew Lebovich, chercheur associé au Conseil européen des relations internationales : « Cette attaque n’est pas nécessairement plus grosse, en termes de nombre de morts ou même de dommages causés. Mais c’est la première attaque de cette ampleur contre le camp de Tombouctou. [...] Cette attaque est aussi une combinaison de plusieurs tactiques qui avaient déjà été mises en œuvre auparavant, mais qui n’avaient pas jusqu’ici été utilisées au sein d’une seule opération ».
Le général de division Bruno Guibert, commandant en chef de la force Barkhane, déclare pour sa part : « Je pense que cette attaque avait été préparée de longue date par les terroristes. [...] À mon sens, le GSIM ayant achevé sa phase de restructuration et de régénération après nos frappes de la mi-février, il cherchait un événement fondateur du renouveau de sa capacité opérationnelle et tenait à faire la démonstration, qu'il espérait éclatante, de son potentiel militaire et de son aptitude à frapper les forces internationales. La Minusma certes, mais aussi et surtout Barkhane. Nous avons la quasi-certitude que c'était bien notre dispositif qui était principalement ciblé. [...] Il s'agit d'une attaque d'ampleur, menée avec des moyens que l'on voit rarement au Mali. [...] Sans doute les assaillants étaient-ils confiants dans leur capacité de franchir l'enceinte et de faire exploser plusieurs 4X4 à l'intérieur de la plate-forme, prélude à l'intrusion de combattants à pieds. Reste qu'ils n'y sont pas parvenus et ont donc essuyé un échec flagrant, ayant été soit neutralisés pendant les combats, soit contraints de s'exfiltrer ».

### Vidéographie
- [vidéo] Mali : les dessous de l’attaque de l’aéroport de Tombouctou par al-Qaeda, France 24, 3 octobre 2018.